# Gulbukig böjnäbb
Gulbukig böjnäbb (Toxorhamphus novaeguineae) är en fågel i familjen bärpickare inom ordningen tättingar.

## Utseende och läte
Gulbukig böjnäbb är en liten och solfågellik fågel med lång, tunn och nedåtböjd näbb och olivgrönt på ovansida och huvud. Fåglar i södra delen av utbredningsområdet är gulaktiga under, medan nordliga är mer olivgröna. Den liknar flera andra arter, men gulbukig gulnäbb saknar det gråa bröstet hos sorgsolfågel och dvärgböjnäbb, det gula ögonbrynsstrecket hos hona olivryggig solfågel och kontrasterande gul strupe hos den mer bergslevande gråvingad böjnäbb. Sången består av en ofta fallande serie med nedåtböjda visslingar.

## Utbredning och systematik
Gulbukig böjnäbb delas in i två underarter:
- Toxorhamphus novaeguineae novaeguineae – förekommer på öarna i Papua Barat, på västra Nya Guinea och på öarna i Geelvink-baai
- Toxorhamphus novaeguineae flaviventris – förekommer i Aruöarna och på södra Nya Guinea

## Status och hot
Arten har ett stort utbredningsområde, men tros minska i antal, dock inte tillräckligt kraftigt för att den ska betraktas som hotad. Internationella naturvårdsunionen IUCN listar arten som livskraftig (LC).